# 入来院重頼
入来院 重頼（いりきいん しげより）は、江戸時代前期の薩摩藩士。薩摩入来領主、入来院氏18代当主。

## 生涯
寛永6年（1629年）、島津氏の家臣・入来院重通の子として生まれる。寛永16年（1639年）、藩主・島津光久の祖父入来院重高邸御成の際に、光久が加冠役、宮之城島津家・島津久通が理髪役となり元服する。以後光久に近侍した。
寛永20年（1643年）、光久の命で、犬追物が行われ射手を務める。正保元年（1645年）、川上久慶を師として鎌倉流の馬術を修める。正保4年（1647年）、江戸に下り、光久が武蔵国王子村で行った犬追物に射手として参加する。観覧した将軍徳川家光に拝謁し、時服を賜る。
翌慶安元年（1648年）、鹿児島に帰国する。同年、川上久慶より、犬追物の免状を受ける。同年清色地頭職。慶安3年（1650年）、藩主光久の妹を正室に迎える。同年、江戸に下り、江戸城で将軍家光に拝謁する。
寛文元年（1661年）、藩主光久の参勤に随行し江戸に下る。同年、病により暇を賜り帰国する。
寛文7年（1667年）7月10日没。享年39。